# ریوالدو کوتزی
ریوالدو کوتزی (انگلیسی: Rivaldo Coetzee؛ زادهٔ ۱۶ اکتبر ۱۹۹۶) یک بازیکن فوتبال اهل آفریقای جنوبی است که در پست مدافع برای باشگاه فوتبال آژاکس کیپ‌تاون در لیگ برتر فوتبال آفریقای جنوبی بازی می‌کند.
وی همچنین در تیم ملی فوتبال آفریقای جنوبی بازی کرده است. ریوالدو درحالی اولین بازی خود را برای تیم ملی بزرگسالان آفریقای جنوبی انجام داد که فقط ۱۷ سال و ۳۶۱ روز سن داشت و بدن ترتیب تبدیل به جوان‌ترین بازیکن فوتبال تاریخ تیم ملی کشورش شد.